# Tadeusz Szwed
Tadeusz Szwed (ur. 25 lutego 1938, zm. 25 października 1999) – fotografik, fotoreporter prasowy.
Ukończył technikum fototechniczne w Grudziądzu. W Instytucie Geograficznym Uniwersytetu Wrocławskiego był fotografem, od połowy lat 60. aż do śmierci najpierw współpracował, a następnie pracował jako etatowy fotoreporter w wychodzącej we Wrocławiu „Gazecie Robotniczej” (po roku 1993 przekształconej w „Gazetę Wrocławską”). Publikował swoje zdjęcia również w innych gazetach w całym kraju, także w albumach, a jego fotografie pokazywane były na wystawach tak w kraju, jak za granicą (m.in. wystawę jego zdjęć z powodzi tysiąclecia z 1997 pokazywano w Kalifornii).
Fotografował chętnie sport, także mecze klas okręgowych, ale również imprezy kulturalne na najwyższym poziomie (m.in. dokumentował wszystkie kolejne edycje festiwalu Wratislavia Cantans od pierwszego w 1966 do 1999). Wiele spośród jego prac, oprócz waloru reporterskiego, ma dużą wartość artystyczną.
Laureat Nagrody Wrocławia. 
Autor albumów;
- Powódź. Wrocław od 12 do 14 lipca 1997 - 1997,
- Mój Wrocław - 1999.

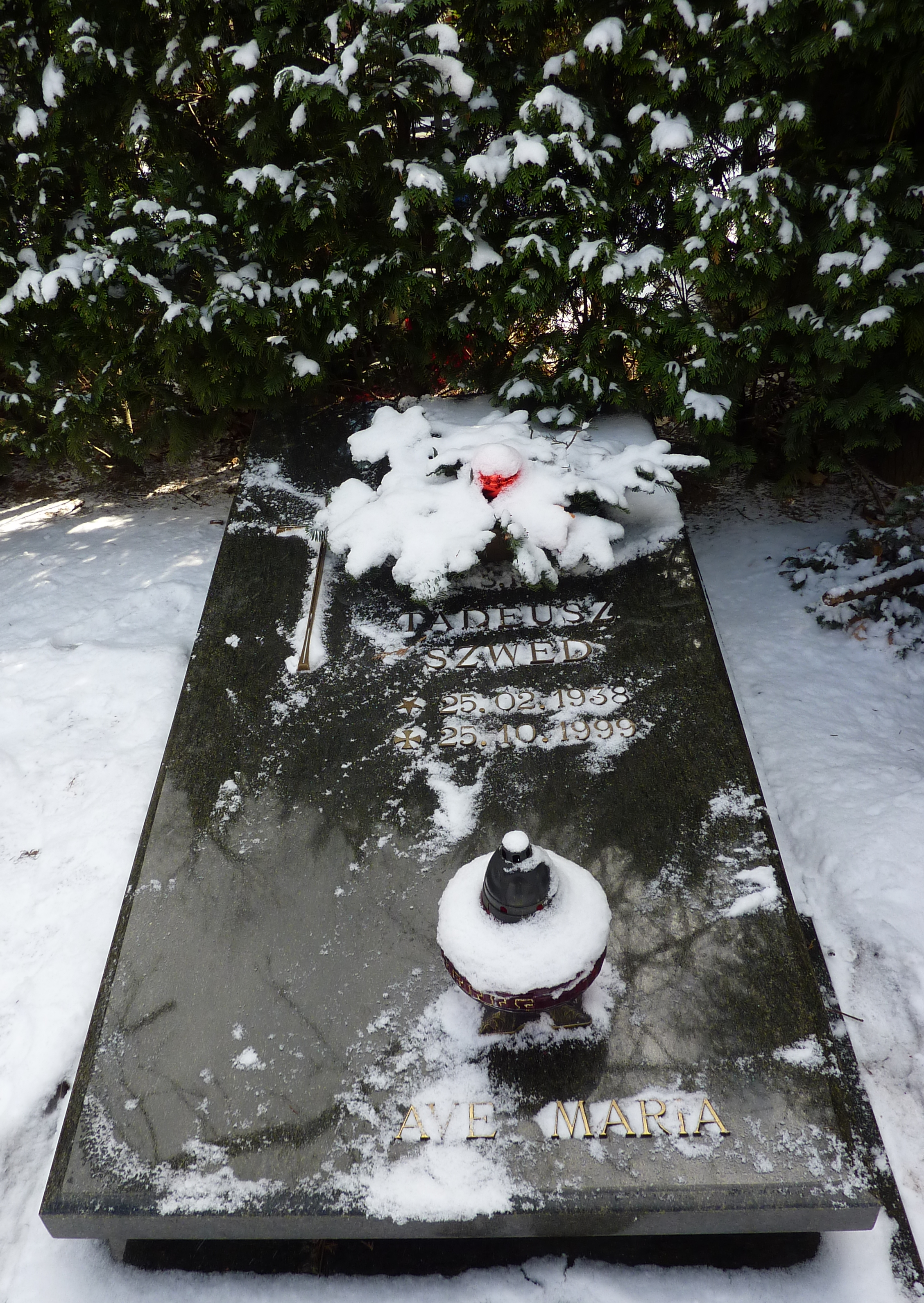
Grób T. Szweda na wrocławskim Cmentarzu Grabiszyńskim (pole 32A)

Od roku 2001 dolnośląski oddział Stowarzyszenia Dziennikarzy RP (od roku 2006 wspólnie z oddziałem Stowarzyszenia Dziennikarzy Polskich i Międzyregionalnym Syndykatem Dziennikarzy Polskich) przyznaje doroczną nagrodę im. Tadeusza Szweda osobom szczególnie zasłużonym w pracy dziennikarskiej.
Syn Tadeusza Szweda – Maciej – jest również dziennikarzem i fotoreporterem; wchodzi w skład Kapituły nagrody im. T.Szweda.